# Bosaso
Bosaso (somalo: Boosaaso, in arabo بوساسو‎?) è una città della Somalia, capoluogo della provincia omonima e della regione di Bari. Bosaso appartiene alla macroregione autonoma del Puntland, di cui è di gran lunga la città più grande e popolosa con i suoi circa 700 000 abitanti.
La città è il principale porto della Somalia ed ha vissuto negli ultimi anni una rapida crescita demografica ed economica, fino a diventare la capitale commerciale della regione di Bari ed uno dei centri più progrediti di tutta la Somalia. Questo sviluppo è stato favorito dalla sua posizione geografica favorevole per gli scambi marittimo-commerciali e dal fatto che la città sia cresciuta più pacificamente di quelle situate a sud del paese, ed è stata solo in misura molto limitata interessata dalla Guerra civile somala.

## Storia
Precedentemente nota come Bender Cassim, era già conosciuta col nome di Mosylon dai commercianti greci antichi che compivano il periplo del Mar Eritreo. La Bosaso moderna è stata fondata nel XIV secolo come punto di arrivo delle carovaniere della Migiurtinia e dell'Haud. Bender Cassim significa letteralmente porto di Cassim, dal nome del mercante che secondo la leggenda avrebbe fondato la città.
Dopo la colonizzazione italiana Bosaso entrò a far parte della Somalia italiana e, dopo l'indipendenza raggiunta dalla Somalia nel 1960, divenne capoluogo della regione di Bari.
Negli anni ottanta, durante il regime di Siad Barre, furono costruiti il porto ed un'importante strada a doppia corsia che collegava la città con Garoe; su tali opere, eseguite prevalentemente da imprese italiane e con il contributo economico dell'Italia, si sarebbero successivamente concentrate le indagini della magistratura italiana sulla questione della malacooperazione italo-somala (argomento nei dettagli nelle voci: ecomafia e Ilaria Alpi).
Con il collasso del governo centrale della Somalia, Bosaso è divenuta un centro molto importante dell'autoproclamata Repubblica del Puntland. In particolare la città è diventata un porto commerciale rilevante per l'ingresso delle merci in Somalia ed una stazione di rifornimento del carburante per le navi di trasporto che fanno la spola tra i porti del Mar Rosso e quelli del Golfo Persico.
La relativa quiete di cui gode la città è stata scossa il 5 febbraio 2008 a causa di un attentato perpetrato dal gruppo terroristico Al-Shabaab: 2 ordigni preparati dagli integralisti islamici sono esplosi uccidendo più di 20 persone e ferendone circa 100.

## Società

### Evoluzione demografica
La popolazione di Bosaso ammonta a circa 700 000 abitanti. Inoltre nella periferia della città vivono distribuite in vari campi profughi altre 50 000 persone, tutti rifugiati provenienti dalla Somalia meridionale, la più martoriata dalla guerra civile.
Bosaso è una città in rapidissimo sviluppo demografico, essendo passata dai 3 000 abitanti nel 1928 ai 50.000 poco prima della guerra civile, per arrivare ai circa 700 000 abitanti attuali. È un mosaico di popoli somali: Harti, Warsangeli e Migiurtini, più altre etnie provenienti dall'Asia, in special modo arabi. L'accentuato carattere multietnico della città trova origine anche nei rifugiati che la città ospita, e che appartengono ad etnie delle regioni somale del sud che di solito non abitano le città settentrionali del paese.

## Economia

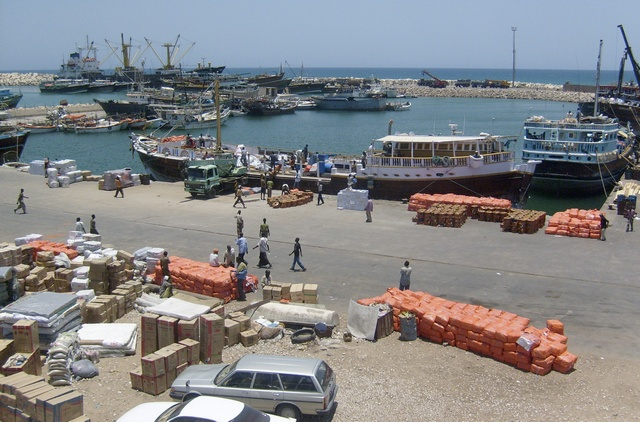
Il porto di Bosaso nel 2008

La città è in una fase di rapida crescita economica. La relativa tranquillità in cui la città ha vissuto nonostante la guerra e la felice collocazione geografica, che ne fa un porto attivo per lo sviluppo del commercio, hanno reso la città capitale economica e commerciale del Puntland, nonché una delle più sviluppate della Somalia.
Con la costruzione del nuovo porto negli anni '80 sono cresciute le attività ad esso connesse, essendo questo porto ormai il principale della Somalia.
Tradizionalmente la pesca e il commercio dell'incenso erano le principali attività degli abitanti di Bosaso. Tuttavia negli ultimi anni il terziario avanzato ha avuto un certo sviluppo. A Bosaso ha sede la Golis Telecom Somalia, la principale società di telecomunicazioni della Somalia nordorientale, operante in Somaliland e Puntland
Secondo l'Economist, Golis offre una delle tariffe di chiamata internazionale più basse del mondo, 0,2 dollari statunitensi meno che in qualunque altra parte del mondo..
Il turismo ha avuto un discreto sviluppo grazie all'attraente spiaggia ed alla situazione cittadina abbastanza stabile e pacifica, fatto piuttosto raro per la Somalia. Bosaso ha numerose strutture alberghiere ed internet cafè per ospitare ed attrarre turisti stranieri.

## Infrastrutture e trasporti

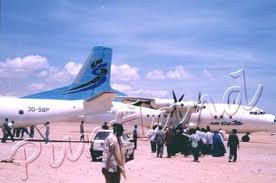
Aeroporto internazionale di Bosaso

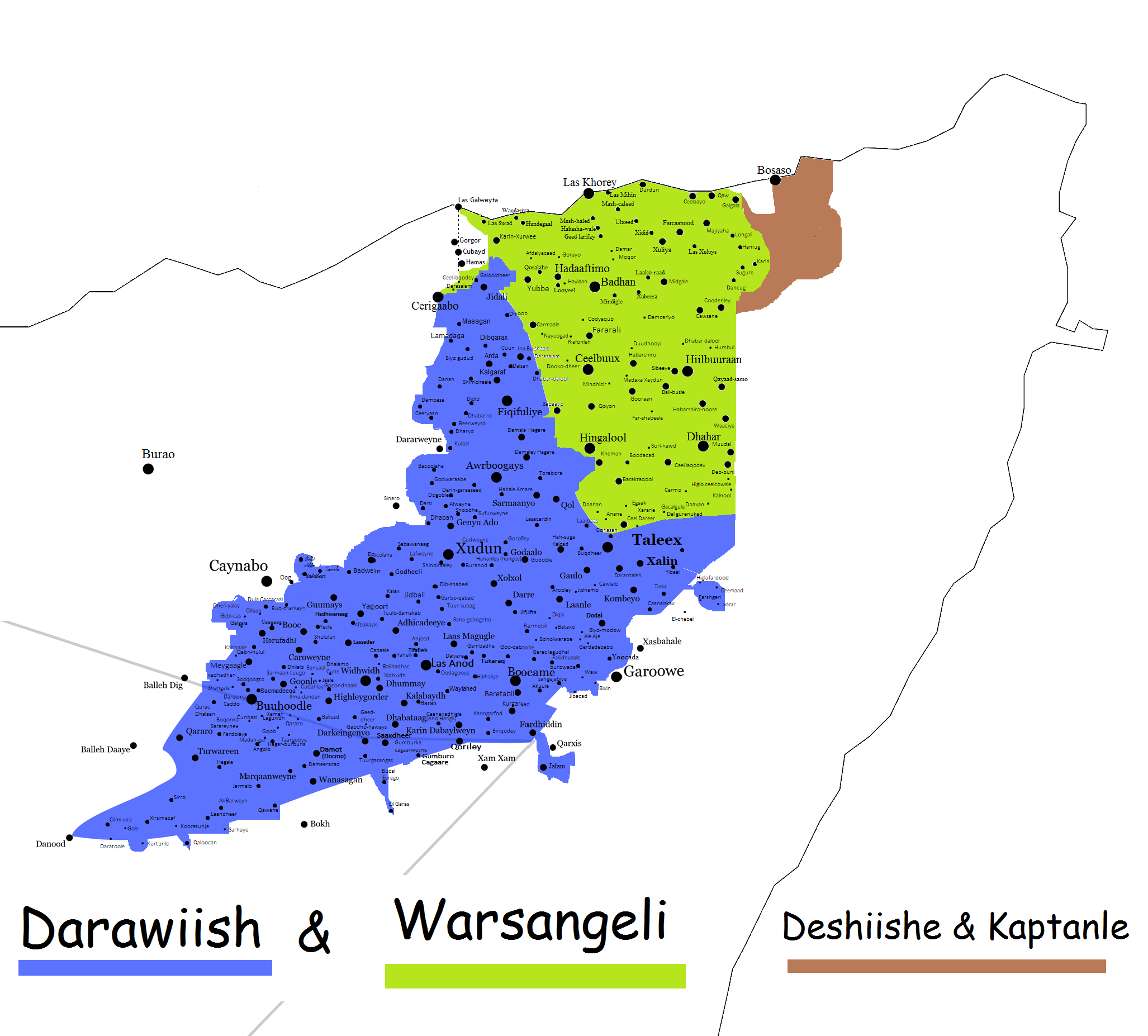
tribu bosaso

Bosaso è attraversata dall'autostrada di 750 km che collega le principali città settentrionali somale, tra cui anche Garoe e Galcaio, alle città meridionali. La società autostradale del Puntland nel giugno 2012 ha lanciato un progetto di potenziamento e ristrutturazione dell'autostrada che congiunge Bosaso e Garoe. Nell'ottobre 2012 sono iniziati i lavori di risanamento dell'arteria che collega Bosaso a Qardho.
Chiaramente nel sistema dei trasporti della città occupa un ruolo rilevantissimo il porto, costruito negli anni ottanta su impulso del governo di Siad Barre. Dal gennaio 2012 è in atto il processo di rinnovamento del porto, di cui si sta lavorando all'ampliamento.
In città è presente l'aeroporto internazionale di Bosaso, principale scalo della Somalia.

## Amministrazione comunale
La città è suddivisa in 16 distretti fortemente autonomi, ciascuno con la propria storia e le proprie istituzioni, inclusi sindaco e funzionari. I Consigli dei 29 distretti eleggono il sindaco di tutta la città.
Boaso è gemellata con Doha, capitale del Qatar.

## Aspetti controversi
Bosaso è il principale centro della pirateria somala che si esercita nelle acque del Golfo di Aden, attività che pare abbia contribuito non poco allo sviluppo economico della stessa Bosaso ed anche della capitale amministrativa del Puntland, Garoe.
Inoltre il porto cittadino è uno dei punti da cui partono più frequentemente le imbarcazioni, che, attraverso il golfo di Aden, trasportano i migranti somali per portarli, talvolta illegalmente, negli Stati del Golfo Persico.
Pare che Bosaso fosse uno dei punti nevralgici dei traffici di armi e rifiuti tossici su cui indagavano Ilaria Alpi e Miran Hrovatin, i quali furono uccisi a Mogadiscio poco dopo essere tornati proprio da Bosaso, dove avevano cercato di ottenere informazioni su queste attività illegali dal cosiddetto sultano di Bosaso, Abdullahi Mussa Bogor.